# Загорное (Приднестровье)
Заго́рное (рум. Zahorna, молд. Захорна, укр. Загорна) — село в составе Кицканского сельсовета Слободзейского района непризнанной Приднестровской Молдавской Республики. С 2 апреля 2018 объединено с селом Кицканы.
В соответствии с административным делением Молдавии наряду с сёлами Кицканы и Меренешты входит в состав коммуны Кицкань Каушанского района.

## Географическое положение
Село расположено в западной части Слободзейского района, на правом берегу Днестра при впадении в него Ботны, в 22 км от райцентра и в 11 км от железнодорожной станции Тирасполь.

## История
Самые ранние документальные известия о местности, в которой возникло село, относятся к 31 августа 1429 года. В дарственной грамоте Нямецкому монастырю (близ Ясс в Запрутской Молдавии) господаря Молдавского княжества Александра Доброго упоминаются сенокосы, пасеки и озера в низовьях Ботны. Уже тогда они определены дарителем как «хотар». Исходя из характера хозяйственной деятельности, можно предположить наличие в данной местности небольших поселений-хуторов в 5—10 дворов. В ней впервые упоминается урочище Захорна — «глубокое горное озеро у Днестра». Молдавские топонимисты и историки считают, что Загорное — это старое название села Кицканы, которое затем сохранилось лишь за небольшим хутором к югу от Кицкан. Как самостоятельный населённый пункт впервые упоминается в документах конца XIX века.
Село имеет вытянутую форму. Главной планировочной осью застройки является дорога вдоль западного склона «Кицканского мыса».
В августе 1944 года в окрестностях села шли ожесточённые бои в ходе Ясско-Кишиневской операции.
Исторически аграрной специализацией села были садоводство и огородничество, а также рыболовство и пчеловодство. Однако ведение сельского хозяйства осложнено частыми паводками и наводнениями.

## Население
В 2007 году в селе проживало 80 человек. В составе селян преобладают русские — 41 % и молдаване — 40 %. 
В советский период жители села работали в колхозе «Красный садовод» (центральная усадьба — с. Кицканы).